# Collegio di Cities of London and Westminster
Cities of London and Westminster è un collegio elettorale situato nella Grande Londra, e rappresentato alla Camera dei comuni del Parlamento del Regno Unito. Elegge un membro del parlamento con il sistema first-past-the-post, ossia maggioritario a turno unico; l'attuale parlamentare è Rachel Blake del Partito Laburista e Co-Operativo, che rappresenta il collegio dal 2024.

## Estensione

Il collegio di Cities of London and Westminster dal 2010 al 2024

- 1950-1974: il Metropolitan Borough di Westminster e la Città di Londra
- 1974-1983: i ward della città di Westminster di Charing Cross, Churchill, Knightsbridge, Millbank, Regent Street, Victoria Street e Warwick e la Città di Londra
- 1983-1997: i ward della città di Westminster di Baker Street, Belgrave, Bryanston, Cavendish, Churchill, Hyde Park, Knightsbridge, Millbank, St George's, St James's, Victoria e West End e la Città di Londra.
- 1997-2010: i ward della città di Westminster di Baker Street, Bayswater, Belgrave, Bryanston, Cavendish, Churchill, Hyde Park, Knightsbridge, Lancaster Gate, Millbank, St George's, St James's, Victoria e West End e la Città di Londra.
- 2010-2024: i ward della città di Westminster di Bryanston and Dorset Square, Churchill, Hyde Park, Knightsbridge and Belgravia, Marylebone High Street, St James’s, Tachbrook, Vincent Square, Warwick e West End e la Città di Londra.
- dal 2024: i ward della città di Westminster di Abbey Road; Hyde Park; Knightsbridge and Belgravia; Marylebone; Pimlico North; Pimlico South; Regent’s Park; St. James’s; Vincent Square e West End e la Città di Londra.[1]

Il collegio copre l'intera Città di Londra e gran parte della Città di Westminster, per la parte che sorge a sud di Marylebone Road e Westway. Nell'area di Westminster, copre Pimlico, Victoria, Belgravia, Knightsbridge, St. James's, Soho, parte di Covent Garden, parti di Fitzrovia, Marylebone, Edgware Road, Paddington e Bayswater.

## Membri del parlamento
| Elezione | Elezione              | Deputato     | Partito         |
| -------- | --------------------- | ------------ | --------------- |
|          | 1950                  | Harold Webbe | Conservatore    |
| 1959     | Harry Hylton-Foster   |              | Conservatore    |
|          | Harry Hylton-Foster   | 1959         | Speaker         |
|          | 1965 (S)              | John Smith   | Conservatore    |
| 1970     | Christopher Tugendhat |              | Conservatore    |
| 1977 (S) | Peter Brooke          |              | Conservatore    |
| 2001     | Mark Field            |              | Conservatore    |
| 2019     | Nickie Aiken          |              | Conservatore    |
|          | 2024                  | Rachel Blake | Laburista Co-Op |

## Elezioni

### Elezioni negli anni 2020
| Partito                    | Partito                                                 | Candidato                  | Risultati 4 luglio 2024 | Risultati 4 luglio 2024 |
| Partito                    | Partito                                                 | Candidato                  | Voti                    | %                       |
| -------------------------- | ------------------------------------------------------- | -------------------------- | ----------------------- | ----------------------- |
|                            | Laburista Co-Op                                         | Rachel Blake               | 15 302                  | 39,02                   |
|                            | Conservatore                                            | Tim Barnes                 | 12 594                  | 32,12                   |
|                            | Lib Dem                                                 | Edward Lucas               | 4 335                   | 11,05                   |
|                            | Verdi                                                   | Rajiv Sinha                | 2 844                   | 7,25                    |
|                            | Reform UK                                               | Tarun Ghulati              | 2 752                   | 7,02                    |
|                            | Workers                                                 | Hoz Shafiei                | 727                     | 1,85                    |
|                            | Rejoin Eu                                               | Liz Burford                | 352                     | 0,90                    |
|                            | Social Democratico                                      | Huge de Burgh              | 110                     | 0,28                    |
|                            | Indipendente                                            | John Generic               | 110                     | 0,28                    |
|                            | Indipendente                                            | Tim Hallett                | 55                      | 0,14                    |
|                            | Indipendente                                            | Matthew Carr               | 34                      | 0,09                    |
|                            |                                                         |                            |                         |                         |
| Iscritti                   | Iscritti                                                | Iscritti                   | 73 369                  | 100,00                  |
| ↳ Votanti (% su iscritti)  | ↳ Votanti (% su iscritti)                               | ↳ Votanti (% su iscritti)  | 39 215                  | 53,45                   |
| ↳ Astenuti (% su iscritti) | ↳ Astenuti (% su iscritti)                              | ↳ Astenuti (% su iscritti) | 34 154                  | 46,55                   |
|                            |                                                         |                            |                         |                         |
|                            | Esito: collegio passa da Conservatore a Laburista Co-Op |                            |                         |                         |

### Elezioni negli anni 2010
| Partito                    | Partito                                   | Candidato                  | Risultati 12 dicembre 2019 | Risultati 12 dicembre 2019 |
| Partito                    | Partito                                   | Candidato                  | Voti                       | %                          |
| -------------------------- | ----------------------------------------- | -------------------------- | -------------------------- | -------------------------- |
|                            | Conservatore                              | Nickie Aiken               | 17 049                     | 39,91                      |
|                            | Lib Dem                                   | Chuka Umunna               | 13 096                     | 30,65                      |
|                            | Laburista                                 | Gordon Nardell             | 11 624                     | 27,21                      |
|                            | Verdi                                     | Zack Polanski              | 728                        | 1,70                       |
|                            | Popoli Cristiani                          | Jill McLachlan             | 125                        | 0,29                       |
|                            | Liberale                                  | Dirk van Heck              | 101                        | 0,24                       |
|                            |                                           |                            |                            |                            |
| Iscritti                   | Iscritti                                  | Iscritti                   | 63 700                     | 100,00                     |
| ↳ Votanti (% su iscritti)  | ↳ Votanti (% su iscritti)                 | ↳ Votanti (% su iscritti)  | 42 723                     | 67,07                      |
| ↳ Astenuti (% su iscritti) | ↳ Astenuti (% su iscritti)                | ↳ Astenuti (% su iscritti) | 20 977                     | 32,93                      |
|                            |                                           |                            |                            |                            |
|                            | Esito: collegio confermato a Conservatore |                            |                            |                            |

| Partito                    | Partito                                   | Candidato                          | Risultati 8 giugno 2017 | Risultati 8 giugno 2017 |
| Partito                    | Partito                                   | Candidato                          | Voti                    | %                       |
| -------------------------- | ----------------------------------------- | ---------------------------------- | ----------------------- | ----------------------- |
|                            | Conservatore                              | Mark Field                         | 18 005                  | 46,58                   |
|                            | Laburista                                 | İbrahim Doğuş                      | 14 857                  | 38,44                   |
|                            | Lib Dem                                   | Bridget Fox                        | 4 270                   | 11,05                   |
|                            | Verdi                                     | Lawrence McNally                   | 821                     | 2,12                    |
|                            | UKIP                                      | Anil Bhatti                        | 426                     | 1,10                    |
|                            | —                                         | Tim Lord                           | 173                     | 0,45                    |
|                            | Indipendente                              | Ankit Love The Maharaja of Kashmir | 59                      | 0,15                    |
|                            | YPP                                       | Benjamin Weenen                    | 43                      | 0,11                    |
|                            |                                           |                                    |                         |                         |
| Iscritti                   | Iscritti                                  | Iscritti                           | 61 550                  | 100,00                  |
| ↳ Votanti (% su iscritti)  | ↳ Votanti (% su iscritti)                 | ↳ Votanti (% su iscritti)          | 38 654                  | 62,80                   |
| ↳ Astenuti (% su iscritti) | ↳ Astenuti (% su iscritti)                | ↳ Astenuti (% su iscritti)         | 22 896                  | 37,20                   |
|                            |                                           |                                    |                         |                         |
|                            | Esito: collegio confermato a Conservatore |                                    |                         |                         |

| Partito                    | Partito                                   | Candidato                  | Risultati 7 maggio 2015 | Risultati 7 maggio 2015 |
| Partito                    | Partito                                   | Candidato                  | Voti                    | %                       |
| -------------------------- | ----------------------------------------- | -------------------------- | ----------------------- | ----------------------- |
|                            | Conservatore                              | Mark Field                 | 19 570                  | 54,08                   |
|                            | Laburista                                 | Nik Slingsby               | 9 899                   | 27,36                   |
|                            | Lib Dem                                   | Belinda Brooks-Gordon      | 2 521                   | 6,97                    |
|                            | Verdi                                     | Hugh Small                 | 1 953                   | 5,40                    |
|                            | UKIP                                      | Robert Stephenson          | 1 894                   | 5,23                    |
|                            | CISTA                                     | Edouard-Henri Desforges    | 160                     | 0,44                    |
|                            | Popoli Cristiani                          | Jill McLachlann            | 129                     | 0,36                    |
|                            | Class War                                 | Adam Clifford              | 59                      | 0,16                    |
|                            |                                           |                            |                         |                         |
| Iscritti                   | Iscritti                                  | Iscritti                   | 59 333                  | 100,00                  |
| ↳ Votanti (% su iscritti)  | ↳ Votanti (% su iscritti)                 | ↳ Votanti (% su iscritti)  | 36 185                  | 60,99                   |
| ↳ Astenuti (% su iscritti) | ↳ Astenuti (% su iscritti)                | ↳ Astenuti (% su iscritti) | 23 148                  | 39,01                   |
|                            |                                           |                            |                         |                         |
|                            | Esito: collegio confermato a Conservatore |                            |                         |                         |

| Partito                    | Partito                                   | Candidato                  | Risultati 6 maggio 2010 | Risultati 6 maggio 2010 |
| Partito                    | Partito                                   | Candidato                  | Voti                    | %                       |
| -------------------------- | ----------------------------------------- | -------------------------- | ----------------------- | ----------------------- |
|                            | Conservatore                              | Mark Field                 | 19 264                  | 52,16                   |
|                            | Laburista                                 | Dave Rowntree              | 8 188                   | 22,17                   |
|                            | Lib Dem                                   | Naomi Smith                | 7 574                   | 20,51                   |
|                            | Verdi                                     | Derek Chase                | 778                     | 2,11                    |
|                            | UKIP                                      | Paul Weston                | 664                     | 1,80                    |
|                            | Democratici                               | Frank Roseman              | 191                     | 0,52                    |
|                            | Indipendente                              | Dennis Delderfield         | 98                      | 0,27                    |
|                            | Pirata                                    | Jack Nunn                  | 90                      | 0,24                    |
|                            | Indipendente                              | Mad Cap'n Tom              | 84                      | 0,23                    |
|                            |                                           |                            |                         |                         |
| Iscritti                   | Iscritti                                  | Iscritti                   | 66 542                  | 100,00                  |
| ↳ Votanti (% su iscritti)  | ↳ Votanti (% su iscritti)                 | ↳ Votanti (% su iscritti)  | 36 931                  | 55,50                   |
| ↳ Astenuti (% su iscritti) | ↳ Astenuti (% su iscritti)                | ↳ Astenuti (% su iscritti) | 29 611                  | 44,50                   |
|                            |                                           |                            |                         |                         |
|                            | Esito: collegio confermato a Conservatore |                            |                         |                         |

### Elezioni negli anni 2000
| Partito                    | Partito                                   | Candidato                  | Risultati 5 maggio 2005 | Risultati 5 maggio 2005 |
| Partito                    | Partito                                   | Candidato                  | Voti                    | %                       |
| -------------------------- | ----------------------------------------- | -------------------------- | ----------------------- | ----------------------- |
|                            | Conservatore                              | Mark Field                 | 17 260                  | 47,30                   |
|                            | Laburista                                 | Hywel Lloyd                | 9 165                   | 25,12                   |
|                            | Lib Dem                                   | Marie-Louise Rossi         | 7 306                   | 20,02                   |
|                            | Verdi                                     | Tristan Smith              | 1 544                   | 4,23                    |
|                            | UKIP                                      | Colin Merton               | 399                     | 1,09                    |
|                            | Indipendente                              | Brian Haw                  | 298                     | 0,82                    |
|                            | Popoli Cristiani                          | Jillian McLachlan          | 246                     | 0,67                    |
|                            | Veritas                                   | David Harris               | 218                     | 0,60                    |
|                            | Indipendente                              | Cass Cass-Horne            | 51                      | 0,14                    |
|                            |                                           |                            |                         |                         |
| Iscritti                   | Iscritti                                  | Iscritti                   | 72 538                  | 100,00                  |
| ↳ Votanti (% su iscritti)  | ↳ Votanti (% su iscritti)                 | ↳ Votanti (% su iscritti)  | 36 487                  | 50,30                   |
| ↳ Astenuti (% su iscritti) | ↳ Astenuti (% su iscritti)                | ↳ Astenuti (% su iscritti) | 36 051                  | 49,70                   |
|                            |                                           |                            |                         |                         |
|                            | Esito: collegio confermato a Conservatore |                            |                         |                         |

| Partito                    | Partito                                   | Candidato                  | Risultati 7 giugno 2001 | Risultati 7 giugno 2001 |
| Partito                    | Partito                                   | Candidato                  | Voti                    | %                       |
| -------------------------- | ----------------------------------------- | -------------------------- | ----------------------- | ----------------------- |
|                            | Conservatore                              | Mark Field                 | 15 737                  | 46,32                   |
|                            | Laburista                                 | Michael Katz               | 11 238                  | 33,08                   |
|                            | Lib Dem                                   | Martin Horwood             | 5 218                   | 15,36                   |
|                            | Verdi                                     | Hugo Charlton              | 1 318                   | 3,88                    |
|                            | UKIP                                      | Colin Merton               | 464                     | 1,37                    |
|                            |                                           |                            |                         |                         |
| Iscritti                   | Iscritti                                  | Iscritti                   | 71 980                  | 100,00                  |
| ↳ Votanti (% su iscritti)  | ↳ Votanti (% su iscritti)                 | ↳ Votanti (% su iscritti)  | 33 975                  | 47,20                   |
| ↳ Astenuti (% su iscritti) | ↳ Astenuti (% su iscritti)                | ↳ Astenuti (% su iscritti) | 38 005                  | 52,80                   |
|                            |                                           |                            |                         |                         |
|                            | Esito: collegio confermato a Conservatore |                            |                         |                         |

## Risultati dei referendum

### Referendum sulla permanenza del Regno Unito nell'Unione europea del 2016
|             | Collegio                         | Lasciare UE % | Rimanere in UE % |
| ----------- | -------------------------------- | ------------- | ---------------- |
|             | Cities of London and Westminster | 28,6%         | 71,4%            |
|             | Inghilterra                      | 53,3%         | 46,7%            |
| Regno Unito | 51,9%                            | 48,1%         |                  |